# Onthophagus ganalensis
Onthophagus ganalensis là một loài bọ cánh cứng trong họ Bọ hung (Scarabaeidae).